# Symmachia menetes
Symmachia menetes är en fjärilsart som beskrevs av Dru Drury 1782. Symmachia menetes ingår i släktet Symmachia och familjen Riodinidae. Inga underarter finns listade i Catalogue of Life.